# Онуфриєво
Онуфриєво (пол. Onufryjewo, нім. Onufrigowen (1929-45:Rehfelde)) — село в Польщі, у гміні Руцяне-Нида Піського повіту Вармінсько-Мазурського воєводства.
Населення — 106 осіб (2011).

## Демографія
Демографічна структура станом на 31 березня 2011 року:
|          | Загалом | Допрацездатний вік | Працездатний вік | Постпрацездатний вік |
| -------- | ------- | ------------------ | ---------------- | -------------------- |
| Чоловіки | 60      | 6                  | 48               | 6                    |
| Жінки    | 46      | 5                  | 30               | 11                   |
| Разом    | 106     | 11                 | 78               | 17                   |